# Wengen
Wengen egy település Svájc Bern kantonjában, Interlaken kerületben. Közigazgatásilag Lauterbrunnenhez tartozik, de a község legnépesebb települése. Állandó lakossága 1300 fő körüli, de a nyári főszezonban 5000, a téliben 10 000 fő körülre duzzad.
A település alapvetően autómentes, bár szükség esetén erdészeti utakon megközelíthető, és vannak elektromos járművek is a vasútállomás megközelítésére. Lauterbrunnen felől a Wengernalpbahn vonataival közelíthető meg, amely továbbmegy Kleine Scheideggen át Grindelwald felé. Lauterbrunnenből kora reggeltől késő estig rendszeresen vannak vonatok, akár napi 40 járat is (egy járat a forgalomtól függően akár 4, szorosan egymás után haladó vonatot is jelenthet). Az áruszállítást is teljes egészében vasúton oldják meg.